# Ukraiński Instytut dla Dziewcząt w Przemyślu
Ukraiński Instytut dla Dziewcząt w Przemyślu – ukraiński zakład wychowawczo-oświatowy (bursa), utworzony w 1881 z inicjatywy o. D. Kordasewycza przez Towarzystwo o tej samej nazwie w Przemyślu.
Instytut ten początkowo (do roku 1888) nosił nazwę Bursa dla dziewcząt obrządku rusko-katolickiego, w latach 1888-1912 - Ruski Instytut dla Dziewcząt.
Towarzystwo, gromadząc nadal fundusze, wybudowało kolejne budynki szkolne i mieszkalne, i w 1895 otworzyło pierwszą ukraińską szkołę żeńską z internatem (do 1918 dyrektorem Instytutu i szkoły była M. Prymiwna, a kierownikiem M. Krwawyczewa).
W 1903 z wyższych klas szkoły utworzono jedyne wówczas w Galicji żeńskie liceum ukraińskie (dyrektorem został S. Zaryćkyj, a od 1910 Ołeksa Jarema), a w 1920 humanistyczne gimnazjum (dyrektor szkoły S. Bobeliak, dyrektor Instytutu M. Bordun, kierownik Ł. Baczynśkyj).
Długoletnim opiekunem Instytutu był biskup Kostiantyn Czechowycz, a od lat 20. XX wieku - Wołodymyr Zahajkewycz.